# آتشفشان بابویان کلارو

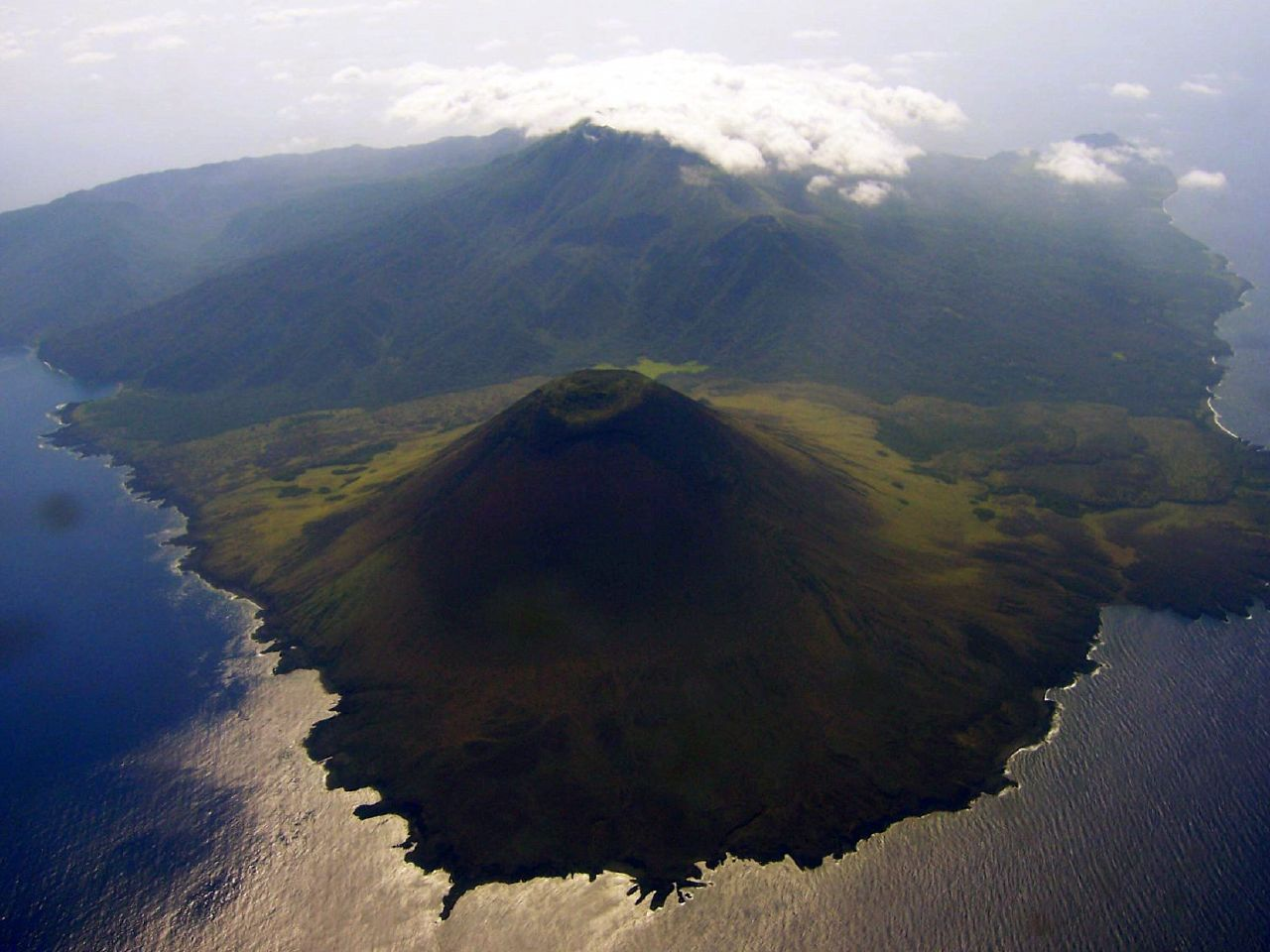
آتشفشان بابویان کلارو

آتشفشان بابویان کلارو (به لاتین: Babuyan Claro Volcano) یک کوه و آتشفشان در فیلیپین است که در Babuyan Claro واقع شده‌است. آتشفشان بابویان کلارو ۸۴۳ متر بالاتر از سطح دریا واقع شده‌است.